# Терликов, Иван Филиппович
Иван Филиппович Терликов (27 сентября 1926, Рачево, Тверская губерния — 2020, Нижний Тагил, Свердловская область) ― передовик советского машиностроения, участник трудового фронта Великой Отечественной войны, почётный гражданин города Нижнего Тагила (1987), заслуженный строитель РСФСР.

## Биография
Родился 27 сентября 1926 года в селе Рачево (ныне — Краснохолмского района Тверской области) в русской многодетной семье. В конце 1930-х вся семья переехала в Ленинград. Отец устроился на авиационный завод № 381, проживали в бараке, позже им предоставили комнату в благоустроенном доме на Малой Охте. Именно здесь Терликовы встретили известие о начале войны. Иван в этот год завершил обучение в седьмом классе. Брат Николай был призван на защиту города и пропал без вести. Отец вместе с заводом, в июле 1941 года, был эвакуирован в Нижний Тагил. В конце августа 1941 года другие члены семьи также эвакуировались в село Никольское Камышловского района Свердловской области. Только к весне 1942 года оказались у отца в Нижнем Тагиле.
В марте 1942 года Иван трудоустроился на завод № 183, стал работать курьером в АХО. После основной работы подростки организовывали бригады и принимали участие в дополнительных работах на заводе. Нужно было провести разгрузочно-погрузочные работы, что-то убрать, переместить. В начале 1944 года был переведён на работу в отдел главного технолога техником по оборудованию. Свою первую медаль «За добросовестный труд в годы Великой Отечественной войны 1941—1945 гг.» получил в 1945 году после Победы.
В 1949 году с отличием завершил обучение на вечернем отделении машиностроительного техникума и продолжил образование в УПИ. В 1954 году его назначали начальником бюро, а через пять лет он стал работать в должности заместителя начальника технического отдела завода, еще через пять — начальником этого отдела.
По предложению директора Ивана Васильевича Окунева, позже Терликов был переведён на должность заместителя главного инженера по реконструкции, а с июня 1984 года назначен заместителем директора Уральского вагоностроительного завода по капитальному строительству. С 1971 по 1990 годы завод получил второе рождение. Его производственные площади увеличились почти в два раза, производство также возросло. Завод занимался строительством социально-бытовой инфраструктуры, возводили жилые дома, детские сады, школы. Во всём этом активное участие принимал Иван Терликов, заслуженный строитель РСФСР.
Общий трудовой стаж Ивана Терликова на заводе составил 45 лет. Неоднократно награждался государственными наградами СССР. Вышел на заслуженный отдых в конце 1980-х годов, на пенсии.
Решением Нижнетагильского городского Совета народных депутатов от 29 сентября 1987 года удостоен звания «Почётный гражданин города Нижний Тагил».
Жил в городе Нижний Тагил. Умер в 2020 году.

## Награды и звания
- Орден Трудового Красного Знамени
- Орден Знак Почёта
- медали, в том числе:
  - «За доблестный труд в Великой Отечественной войне»
  - «За трудовое отличие» (1943)
  - «В ознаменование 100-летия со дня рождения Владимира Ильича Ленина»
- Заслуженный строитель РСФСР
- Почётный гражданин города Нижний Тагил (29.09.1987)